# Hypsibius heardensis
Hypsibius heardensis är en djurart som tillhör fylumet trögkrypare, och som beskrevs av Miller, McInnes och Bergstrom 2005. Hypsibius heardensis ingår i släktet Hypsibius och familjen Hypsibiidae. Inga underarter finns listade i Catalogue of Life.